# 400-km-Rennen von Mexiko-Stadt 2007

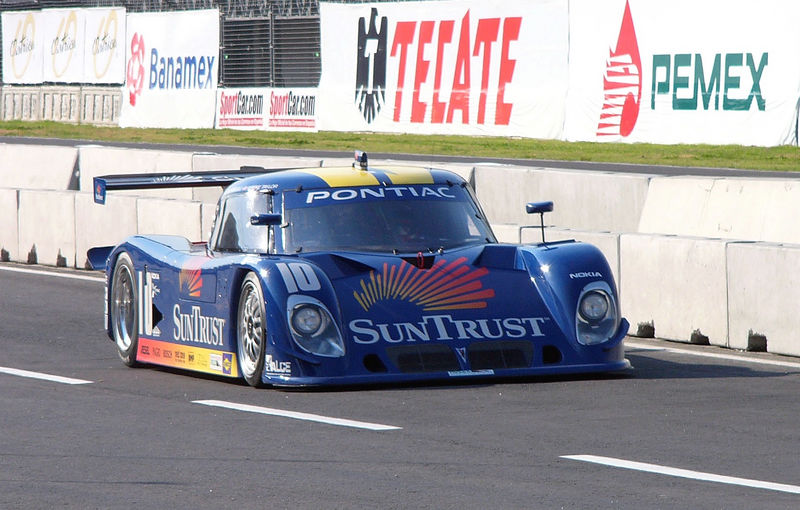
Der drittplatzierte Riley MkXI mit Pontiac-Motor, gefahren von Max Angelelli, Jan Magnussen und Wayne Taylor

Das 400-km-Rennen von Mexiko-Stadt 2007, auch Grand-Am Autodromo Hermanos Rodriguez, Mexico City, fand am 3. März auf dem Autódromo Hermanos Rodríguez statt und war der zweite Wertungslauf der Grand-Am Sports Car Series dieses Jahres.

## Das Rennen
Ein Rennen der Riley MkXI. Die 2007 noch recht klobig wirkenden Riley-Daytona-Prototypen dominierten das Rennen der DP-Klasse. Die Fahrzeuge gab es mit Motoren von Lexus, Porsche, BMW und Pontiac. Das Podium der ersten drei repräsentierten drei Pontiac-Teams. Jon Fogarty und Alex Gurney (der Sohn des Rennfahrers und Teambesitzers Dan Gurney) siegten vor Colin Braun/Max Papis und dem Trio Max Angelelli/Jan Magnussen/Wayne Taylor.

## Ergebnisse

### Schlussklassement
| 1           | DP | 99 | Gainsco Bob Stallings Racing           | Jon Fogarty Alex Gurney                          | Riley MkXI            | 100 |
| 2           | DP | 75 | Krohn Racing                           | Colin Braun Max Papis                            | Riley MkXI            | 100 |
| 3           | DP | 10 | SunTrust Racing                        | Max Angelelli Jan Magnussen Wayne Taylor         | Riley MkXI            | 100 |
| 4           | DP | 01 | Telmex Chip Ganassi with Felix Sabates | Scott Pruett Memo Rojas                          | Riley MkXI            | 100 |
| 5           | DP | 23 | Alex Job Racing                        | Patrick Long Jörg Bergmeister                    | Crawford DP03         | 99  |
| 6           | DP | 68 | Red Bull Brumos Porsche                | David Donohue Darren Law                         | Riley MkXI            | 99  |
| 7           | DP | 61 | AIM Autosport                          | Mark Wilkins Brian Frisselle                     | Riley MkXI            | 99  |
| 8           | DP | 76 | Krohn Racing                           | Tracy Krohn Niclas Jönsson                       | Riley MkXI            | 99  |
| 9           | DP | 60 | Michael Shank Racing                   | Mark Patterson Oswaldo Negri                     | Riley MkXI            | 98  |
| 10          | DP | 6  | Michael Shank Racing                   | Henry Zogaib Ian James                           | Riley MkXI            | 98  |
| 11          | DP | 11 | SAMAX Motorsport                       | Milka Duno Patrick Carpentier                    | Riley MkXI            | 98  |
| 12          | DP | 77 | Feeds The Need Doran Racing            | Memo Gidley Jorge Goeters                        | Doran JE4             | 98  |
| 13          | DP | 05 | Luggage Express Team Sigalsport BMW    | Bill Auberlen Matthew Alhadeff                   | Riley MkXI            | 98  |
| 14          | DP | 91 | Riley Matthews Motorsports             | Jim Matthews Marc Goossens                       | Riley MkXI            | 97  |
| 15          | DP | 3  | Southard Motorsports                   | Shane Lewis Randy Ruhlman                        | Riley MkXI            | 97  |
| 16          | DP | 19 | Finlay Motorsports                     | Rob Finlay Michael Valiante                      | Crawford DP03         | 97  |
| 17          | GT | 70 | SpeedSource                            | Sylvain Tremblay Nick Ham David Haskell          | Mazda RX-8            | 92  |
| 18          | GT | 85 | Farnbacher Loles Motorsports           | Dominik Farnbacher Leh Keen                      | Porsche 997 GT3 Cup   | 91  |
| 19          | GT | 69 | SpeedSource                            | Emil Assentato Nick Longhi                       | Mazda RX-8            | 91  |
| 20          | GT | 87 | Farnbacher Loles Motorsports           | Bryce Miller Dirk Werner                         | Porsche 997 GT3 Cup   | 91  |
| 21          | GT | 72 | Tafel Racing                           | Nathan Swartzbaugh Andrew Davis                  | Porsche 997 GT3 Cup   | 91  |
| 22          | GT | 17 | Doncaster Racing                       | Greg Wilkins David Lacey                         | Porsche 997 GT3 Cup   | 91  |
| 23          | GT | 74 | Tafel Racing                           | Eric Lux Wolf Henzler                            | Porsche 997 GT3 Cup   | 91  |
| 24          | GT | 66 | TRG                                    | Andy Lally Richard Valentine                     | Porsche 997 GT3 Cup   | 90  |
| 25          | GT | 57 | Stevenson Motorsports                  | Dominic Cicero Marc Bunting                      | Chevrolet Corvette    | 90  |
| 26          | GT | 07 | Banner Racing                          | Paul Edwards Kelly Collins                       | Pontiac GXP.R         | 90  |
| 27          | GT | 67 | TRG                                    | Spencer Pumpelly Scott Schroeder                 | Porsche 997 GT3 Cup   | 90  |
| 28          | GT | 22 | Alegra Motorsports                     | Carlos DeQuesada Jean-Francois Dumoulin          | Porsche 997 GT3 Cup   | 89  |
| 29          | GT | 15 | Blackforest Motorsports                | Tom Nastasi Alex Tagliani                        | Ford Mustang Cobra GT | 89  |
| 30          | GT | 06 | Banner Racing                          | Leighton Reese Tim Lewis                         | Pontiac GXP.R         | 88  |
| 31          | GT | 21 | Matt Connolly Motorsports              | Matt Connolly Jason Workman                      | BMW M3                | 87  |
| 32          | GT | 81 | Synergy Racing                         | Patrick Huisman George Biskup                    | Porsche 997 GT3 Cup   | 85  |
| Ausgefallen |    |    |                                        |                                                  |                       |     |
| 33          | GT | 43 | Team Sahlen                            | Joe Nonnamaker Wayne Nonnamaker                  | Chevrolet Corvette    | 67  |
| 34          | GT | 24 | Matt Connolly Motorsports              | John Lewis Pepe Montano                          | BMW M3                | 64  |
| 35          | DP | 39 | Cheever Racing                         | Christian Fittipaldi Harrison Brix Eddie Cheever | Fabcar FDSC/03        | 51  |
| 36          | GT | 42 | Team Sahlen                            | Joe Sahlen Will Nonnamaker                       | Chevrolet Corvette    | 22  |
| 37          | DP | 59 | Brumos Porsche Kendall                 | Hurley Haywood Jamie France                      | Riley MkXI            | 20  |
| 38          | GT | 41 | Team Sahlen                            | Joe Sahlen Joe Nonnamaker                        | Pontiac GTO           | 4   |

### Nur in der Meldeliste
Zu diesem Rennen sind keine weiteren Meldungen bekannt.

### Klassensieger
| Klasse | Fahrer           | Fahrer      | Fahrer        | Fahrzeug   | Platzierung im Gesamtklassement |
| ------ | ---------------- | ----------- | ------------- | ---------- | ------------------------------- |
| DP     | Jon Fogarty      | Alex Gurney |               | Riley MkXI | Gesamtsieg                      |
| GT     | Sylvain Tremblay | Nick Ham    | David Haskell | Mazda RX-8 | Rang 17                         |

### Renndaten
- Gemeldet: 38
- Gestartet: 38
- Gewertet: 32
- Rennklassen: 2
- Zuschauer: unbekannt
- Wetter am Rennwochenende: warm und trocken
- Streckenlänge: 4,023 km
- Fahrzeit des Siegerteams: 2:20:21,516 Stunden
- Runden des Siegerteams: 100
- Distanz des Siegerteams: 402,300 km
- Siegerschnitt: 171,989 km/h
- Pole Position: unbekannt
- Schnellste Rennrunde: Jim Matthews – Riley MKXI (#91) – 1:21,807 = 177,052 km/h
- Rennserie: 2. Lauf zur Grand-Am Sports Car Series 2007